# Флаг городского поселения Тучково
Флаг городского поселения Тучко́во Рузского муниципального района Московской области Российской Федерации — опознавательно-правовой знак, служащий официальным символом муниципального образования.
Флаг утверждён 1 августа 2006 года решением совета депутатов городского поселения Тучково № 2/12 и внесён в Государственный геральдический регистр Российской Федерации с присвоением регистрационного номера 2565.
Флаг городского поселения Тучково составлен по правилам и соответствующим традициям вексиллологии и отражает исторические, культурные, социально-экономические, национальные и иные местные традиции.

## Описание
«Флаг городского поселения Тучково представляет собой голубое полотнище с соотношением ширины к длине 2:3, по нижнему краю которого полоса в 1/10 ширины полотнища из красных камней с жёлтыми швами, а в середине полотнища фигуры из герба поселения: лев, поражаемый молнией вылетающей из тучи, выполненные жёлтым, оранжевым, белым, серым, красным и чёрным цветами».

## Обоснование символики
Флаг составлен на основе герба городского поселения Тучково.
История посёлка Тучково начинается в 1904 году, когда полустанция Мухино Московско-Брестской железной дороги (ныне Московская железная дорога Белорусское направление), была преобразована в станцию Тучково. В 1934 году станционный посёлок и деревня Устинкина были объединены в рабочий посёлок (а затем — посёлок городского типа) Тучково.
Название «Тучково» связано с известными дворянами Тучковыми — героями Отечественной войны 1812 года, в которой участвовали четверо братьев — генералов русской армии. Из них старший — Николай Алексеевич и младший погибли в сражении на Бородинском поле, от которого городское поселение Тучково находится недалеко. Братья Тучковы, как и весь род, положили немало сил и здоровья в войнах, которые вела Россия в XVIII—XIX веках со Швецией, Францией и другими странами.
Во флаге современного городского поселения Тучково использованы фигуры из герба рода Тучковых. Одной из основных фигур этого герба является лев, которого поражает молния, вырывающаяся из тучи. Туча гласно указывает как на фамилию Тучковых, так и на название поселения.
Под образом льва можно понимать любых захватчиков земли Русской, которых с помощью Божественного Провидения (символически изображённого молнией, выходящей из тучи) и храбрости и отваги русских воинов, подобных братьям Тучковым, будут обязательно разбиты.
В настоящее время в посёлке находятся три крупных комбината строительных материалов, являющихся фундаментом, основой экономики поселения. На флаге это символически изображено полосой из красного камня с золотыми швами.
Голубой цвет (лазурь) — символ возвышенных устремлений, чести, славы, преданности, истины и добродетели.
Красный цвет — символ мужества, решимости, трудолюбия, жизнеутверждающей силы и любви, красоты и праздника.
Жёлтый цвет (золото) — символ высшей ценности, богатства, величия, великодушия.
Чёрный цвет символизирует мудрость, скромность, честность.
Белый цвет (серебро) — символ чистоты, совершенства, благородства, мира.